# Oecetis persimilis
Oecetis persimilis är en nattsländeart som först beskrevs av Banks 1907.  Oecetis persimilis ingår i släktet Oecetis och familjen långhornssländor. Inga underarter finns listade i Catalogue of Life.